# Renault PS
Le Renault PS est un type d'autorail à voie normale construit par Renault à cinq exemplaires en 1928 et 1929. Deux unités sont livrées à la Compagnie des chemins de fer de Paris à Lyon et à la Méditerranée (PLM), deux autres autorails sont commandés par la Compagnie des chemins de fer secondaires du Nord-Est (NE) tandis que les chemins de fer fédéraux autrichiens (BBÖ) en réceptionnent un unique exemplaire.
En 1938, les deux engins du PLM intègrent les effectifs de la société nationale des chemins de fer français (SNCF) et l'autorail des BBÖ rejoint le parc de la Deutsche Reichsbahn (DR).

## Commande
Les chemins de fer secondaires du Nord-Est commandent à Renault en 1927 deux autorails à voie normale pour la desserte de la ligne de Soissons à Guignicourt. Les deux autorails Renault PS sont réceptionnés en 1928 à Saint-Quentin, la compagnie les numérote PS 1 et 2.
Le PLM prend livraison en 1929 de deux Renault PS et les affecte au dépôt de Dijon,, il s'agit des premiers autorails de la compagnie. En 1938, les deux engin intègrent les effectifs de la SNCF nouvellement créée. Le PLM numérote ses deux autorails ZZ ACEyf 23101 et 23102 à leur réception puis ZZ G 1 et 2 avant 1936 ; la SNCF les renumérote ZZ R 1001 et 1002 en 1938.
L'autorail autrichien des BBÖ est immatriculé VT 50.01 en 1929. Il est réimmatriculé DR 773 en 1938 dans le cadre de l'intégration des chemins de fer autrichiens à la Deutsche Reichsbahn à la suite de l'Anschluss.

## Description et caractéristiques
Le Renault PS dérive directement du Renault PF qui est un autorail à voie métrique ou étroite mis en service en 1925 par les chemins de fer algériens de l'État et en 1928 par les Ferrocarril de Tortosa a La Cava en Espagne,. Les types PF et PS partagent la conception de leur châssis, de leur caisse, de leur motorisation et de leur transmission. Les bogies et le diamètre des roues du Renault PS sont en revanche adaptés à la voie normale.
La caisse de l'autorail, de forme parallélépipédique, offre une surface vitrée importante. La carrosserie est construite en bois de chêne et en tôles d'acier ce qui est censé offrir une bonne isolation thermique en cas de forte chaleur ; elle est fixée sur une armature en profilés d'acier. Le châssis est également en profilés d'acier. L'autorail mesure 17,700 m hors tampons et la caisse fait 16,710 m de longueur. Les ZZ G 1 et G 2 du PLM pèsent respectivement 26,5 t et 28,1 t à vide,.
Les autorails sont équipés d'un moteur essence Renault à six cylindres et développant 110 ch à 2 200 tr/min. Cette puissance est relativement faible comparée à celle des moteurs Diesel qui équiperont les futurs engins du PLM. 
La vitesse maximale des autorails PLM est fixée à 60 km/h, bien qu'ils puissent atteindre 65 km/h. Le démarrage du moteur peut s'effectuer à la main ou avec démarreur Dynastart Renault.
La transmission mécanique vers le bogie moteur est complexe et comporte quatre arbres de transmission. Le moteur est tout d'abord accouplé à un embrayage conique à cône inverse relié à un premier arbre à cardans. Cet arbre entraîne une boîte de vitesses à quatre rapports avant et une marche arrière ; un arbre à joints Hardy transmet ensuite le mouvement à une boîte de renvoi à engrenages coniques. Enfin, un pont moteur monté sur le bogie avant reçoit la puissance motrice grâce à un arbre à cardans.
Le Renault PS est équipé d'une traverse de tamponnement classique avec tampons à plateau circulaire, attelage à vis et chaînes de sécurités. Ce dispositif permet en théorie de tracter une remorque légère. L'autorail possède un poste de conduite à chaque extrémité et est donc réversible.
Les autorails du PLM offrent 57 places assises — dont 12 en compartiment de première et seconde classe — et 20 places debout. Un fourgon d'une capacité de 1 500 kg est situé derrière l'une des cabine de conduite et l'autorail ne dispose pas de toilettes. Le chauffage du compartiment est effectué à l'aide des gaz d'échappement du moteur. L'autorail ZZ G 2 du PLM est cependant équipé en 1931 d'une chaudière à charbon indépendante, ce qui entraîne la suppression de deux places de 1re/2de classe,.
Les autorails du PLM sont verts. L'autorail des chemins de fer autrichiens est possiblement gris à sa livraison avant d'être repeint en vert.

## Services effectués

### Nord-Est
À partir de 1928, les PS 1 et 2 du Nord-Est sont affectés principalement à la desserte de la ligne Soissons-Guignicourt et sont rattachés au dépôt de Soissons-Saint-Waast. Après la Guerre, le PS 1 est remotorisé à l'aide d'un moteur Diesel de 180 ch construit par Willème,.

### PLM puis SNCF
Rattachés au dépôt de Dijon, les deux Renault PS du PLM assurent les dix navettes quotidiennes entre Mouchard et Salins-les-Bains en remplacement d'automotrices à vapeur. Leur coût d'exploitation kilométrique de 8 francs dont 2,90 francs d'amortissement est considéré comme très élevé. Rapidement démodés et desservis par des performances limitées, les deux engins sont finalement affectés à l'école de conduite de Dijon et servent à la formation des conducteurs d'autorails du PLM,.
En 1937, le ZZ G 1 est transformé en autorail-cinéma par les ateliers de Villeneuve-Saint-George. Un groupe électrogène est ajouté afin d'alimenter le système de projection et l'éclairage qui a été renforcé, le pavillon est rehaussé et les banquettes sont remplacées et leur disposition est réagencée,. Ainsi transformé, l'autorail sert de salle de conférence pour la formation des apprentis et la projection de films. Il abrite encore une école de frein dans les années 1960. Il est rattaché à la Direction du Matériel au sein du service frein jusqu'en 1970 et est attelé à un wagon couvert, le couplage étant immatriculé SSyfi 543 + SKyw 999354.

### Chemins de fer fédéraux autrichiens
Le VT 50.01 réceptionné par les chemins de fer autrichiens est affecté en 1929 à la ligne Schwarzenau-Zwettl (de) ; la ligne étant détenue par une compagnie privée mais exploitée par les BBÖ. En 1931, le moteur Renault est remplacé par un moteur Gräf & Stift et une transmission hydraulique est installée à la place de la boîte de vitesses d'origine. À la suite de l'Anschluss, les BBÖ sont intégrés au Deutsche Reichsbahn et l'autorail est réimmatriculé DR 773. L'engin étant jugé peu fiable, il est démotorisé et déclassé en remorque d'autorail en 1939.

## Modélisme
La version autrichienne du Renault PS a été reproduite à l'échelle HO par Railboys Modelleisenbahnen. C'est un modèle haut de gamme en laiton qui est disponible en version d'origine avec livrée grise et en version plus tardive avec livrée verte.